# Karl Ludwig von Plehwe
Karl Ludwig von Plehwe (* 24. September 1834 auf Gut Dwarischken bei Schirwindt, Ostpreußen; † 6. Dezember 1920 in Königsberg) war ein deutscher Richter am Oberlandesgericht Königsberg. Als solcher war er der letzte Kanzler in Preußen.

## Familie
Er entstammte einem ostpreußischen Adelsgeschlecht, das bereits 1712 mit Adam von Plehwe auf dem Lehen Dwarischken erwähnt ist, und war der Sohn des Karl Siegfried von Plehwe (1790–1879), Gutsherr auf Dwarischken und Mitglied des Preußischen Abgeordnetenhauses, und der Amalie Eckert (1802–1882). Karl Ludwigs Onkel war der Generalleutnant Bernhard von Plehwe, der Generalmajor Karl Bernhard von Rosenbusch geb. von Plehwe war ein Großonkel.
Plehwe heiratete am 5. Juli 1876 in Königsberg Sophie von Goßler (1845–1879), die Tochter des Oberlandesgerichtspräsidenten Gustav von Goßler (1810–1885), Kanzler im Königreich Preußen und Kronsyndikus, und der Sophie von Mühler (1816–1877). Sein Sohn war der DNVP-Politiker Karl von Plehwe (1877–1958).

## Leben
Plehwe besuchte das Gymnasium in Gumbinnen und studierte ab 1853 Rechtswissenschaft in Berlin und ab 1855 in Bonn. Dort wurde er 1855 Mitglied der Burschenschaft Alemannia Bonn. Er war Einjährig-Freiwilliger beim 2. Garde-Regiment zu Fuß in Berlin und wurde Hauptmann der Landwehr. 1856 legte er sein Erstes Examen ab. Anfang 1862 wurde er zum Gerichtsassessor ernannt. Im Mai 1864 wurde er Staatsanwaltschaftsgehilfe in Ortelsburg, 1867 Staatsanwalt in Mohrungen, 1870 in Memel, 1878 in Tilsit. Dort blieb er zunächst auch bei der Justizreorganisation. 1880 wurde er in gleicher Eigenschaft nach Königsberg versetzt und im November 1887 zum Landgerichtspräsidenten in Braunsberg ernannt. 1890 wurde er Oberstaatsanwalt am Oberlandesgericht Königsberg und war von 1899 bis 1912 Präsident desselben. Plehwe wurde zum Wirklichen Geheimen Oberjustizrat ernannt und wurde 1908 Kanzler im Königreich Preußen.
Plehwe war Gutsherr auf Dwarischken und in den Jahren 1898–1903 und 1907–1918 Mitglied des Preußischen Herrenhauses als Vertreter des alten und befestigten Grundbesitzes in Litauen.

## Ehrungen
- Dr. iur. h. c. der Albertus-Universität